# Berolinabrunnen
Der Berolinabrunnen ist ein Brunnen der Stadt München. Er steht in einer kleinen Parkanlage an der Johann-Fichte-Straße 14 in Schwabing.
Der Brunnen wurde 1980 von Ernst Andreas Rauch (1901–1990) gestaltet. Die Figur der Berolina, eine Personifikation der Stadt Berlin, trennt mit ihrer Hand den aufsteigenden Wasserstrahl und symbolisiert so die über viele Jahre geteilte Stadt.
Das Wasser des Brunnens ist Trinkwasser und dient zur Erfrischung.